# 楊肇
楊肇（？年—275年），字秀初，滎陽人，曹魏肅侯楊暨之子、西晉荊州刺史、折衝將軍，封東武伯、諡戴。山濤稱其有才能。

## 生平
楊肇善長草書和隸書。女婿潘岳誄曰：「草隸兼善，尺牘必珍。足無輟行，手不釋文。翰動若飛，紙落如雲。」

### 西陵之戰
泰始八年（公元272年）十月，孫吳陸抗聽聞步闡叛變降晉，於是派遣左奕、吾彥前往平叛，司馬炎派遣荊州刺史楊肇救援西陵、車騎將軍羊祜率步軍出江陵、巴東監軍徐胤率水軍攻往建平，以此援救步闡。
十一月，楊肇抵達西陵，陸抗命令張咸固守江陵，公安督孫遵巡視南岸抵禦羊祜，水軍督留慮、鎮西將軍朱琬抵禦徐胤，陸抗則統率三軍對抗楊肇。孫吳將領朱喬、營都督俞贊向楊肇投降。陸抗說：“俞贊是我軍舊吏，是知道我軍虛實底細的人，我常擔心夷兵素不精練，如果敵人攻圍，必從此處進攻。”於是當夜撤換夷兵，全用老將替換設防。次日，楊肇果然進攻夷兵的防守處，陸抗下令反擊，箭石如雨下，楊肇士卒死傷慘重。十二月，楊肇因無計可施而逃遁。陸抗打算追擊，但擔心步闡趁機出兵進攻吳軍要害，兵力不夠分配，只好告誡將士，擊鼓假裝要追擊的樣子。楊肇的軍隊恐懼，於是棄甲逃命，陸抗派輕裝部隊隨後追趕，楊肇大敗，羊祜等因而率軍撤走。
楊肇在與陸抗的西陵爭奪戰中失利，未能攻下西陵城，獻城降晉的步闡也被陸抗所擒。有司上奏說：「羊祜率軍八萬多人，吳軍不過三萬，羊祜在江陵按兵不動，導致賊兵做好備戰準備。羊祜只派楊肇偏軍入險，兵糧皆少，所以我軍失利。羊祜違背詔命，無大臣節操，可免去官職，保留侯爵回府閒居。」羊祜因此被貶為平南將軍、楊肇則被廢為庶人。

## 影響
中華民國第一任行政院院長譚延闓曾模擬學習楊肇的書法。

## 家庭

### 父
- 楊暨，字休先，官至曹魏中領軍。

### 子女
- 楊潭，字道原，東武康侯。
- 楊歆，字公嗣。
- 楊氏，潘岳妻，元康八年（公元298年）去世。潘岳對亡妻甚是懷思，著有《內顧詩二首》、《楊氏七哀詩》、《哀永逝文》等。[13][14]

### 孫
- 楊彧，字長文，楊潭長子。
- 楊綏，一作楊經，字仲武，楊潭次子，也擅長草書和隸書。[15][16][17]

## 資料來源
1. ↑  《楊荊州誄》：維咸寧元年，夏四月乙丑，晉故折衝將軍荊州刺史東武戴侯滎陽楊史君薨。
2. ↑  《昭明文選·懷舊賦》注引《潘岳楊肇碑》：肇字秀初，滎陽人，封東武伯。
3. ↑  《三國志·卷二十六》：暨字休先，滎陽人，事見劉曄傳。暨子肇，晉荊州刺史。山濤啟事稱肇有才能。
4. ↑  《荊州刺史東武戴侯楊使君碑》
5. ↑  《昭明文選·懷舊賦》注引《賈弼之山公表注》：楊肇女適潘岳。
6. ↑  《楊荊州誄》
7. ↑  《資治通鑑·卷七十九》
8. ↑  《三國志·陸抗傳》
9. ↑  《資治通鑑·卷七十九》：十二月，肇計屈，夜遁。抗欲追之，而慮步闡畜力伺間，兵不足分，於是但鳴鼓戒眾，若將追者。肇眾兇懼，悉解甲挺走。抗使輕兵躡之，肇兵大敗，祜等皆引軍還。
10. ↑  《晉書·羊祜傳》
11. ↑  蘭夢. . Hyweb Technology Co. Ltd., 2006.
12. ↑  正道書院 氣格雄健的譚延闓書法 的存檔，存档日期2017-02-11.
13. ↑  潘麗珠等人. . 五南圖書出版股份有限公司. ISBN 9789571166148.
14. ↑  王國瓔. . 聯經. ISBN 9789570844139.
15. ↑  臣松之案：肇子潭字道元，次歆字公嗣，潭子彧字長文，次經字仲武，皆見潘岳集。
16. ↑  《書史會要·卷三》：楊經肇之孫亦善草隸。
17. ↑  潘岳《楊仲武誄》：楊綏，字仲武，滎陽宛陵人也。中領軍肅侯之曾孫，荊州刺史戴侯之孫，東武康侯之子也。